# 신주원
신주원(1996년 7월 15일 ~)은 대한민국의 가수, 배우, 댄서다. 넷플릭스 시리즈 '오징어게임' 수록곡 'Fly me to the moon'을 부른 것으로 알려져 있다.

## 방송
- 걸스 온 파이어 (2024) - Top32

## 음반
- Tokimeki (Heart Pounding) (2022)
- 13 후르츠케이크 Original Sound Track (2024)
- Nothing Matters (2024)